# Bohlwinkel
Bohlwinkel är en fiktiv karaktär som medverkar i Tintin-albumet Den mystiska stjärnan av Hergé. Han kommer in i handlingen på sidan 22.
Bohlwinkel är bosatt i landet São Rico i Sydamerika och är direktör för banken Bank Bohlwinkel. Han vill med hjälp av fartygen Peary och SS Kentucky Star komma före Ferdinand Flinténs expedition och finna det nya grundämnet för egen räkning. Han använder sina kontakter inom oljeindustrin för att orsaka problem för Flinténs grupp genom att med hjälp av Golden Oil förvägra Aurora bränsle.
Utseendet på Bohlwinkel stämmer överens med karikatyrbilderna om judar före andra världskriget. I originalutgåvan av Den mystiska stjärnan hette karaktären "Blumenstein" och var bosatt i New York.